# 蒂状病毒科
蒂状病毒科（学名：Virgaviridae），也称帚状病毒科，为馬特利病毒目的一个科。

## 下级分类
本科包括以下属：
- 真菌传杆状病毒属 Furovirus
- Goravirus
- 大麦病毒属 Hordeivirus
- 花生丛簇病毒属 Pecluvirus
- 马铃薯帚顶病毒属 Pomovirus
- 菸草鑲嵌病毒屬 Tobamovirus
- 烟草脆裂病毒属 Tobravirus